# Ahmed Abdelmakszúd
Ahmed Mohammed Abdelmakszúd (1989. augusztus 7. –) katari labdarúgó-középpályás.
Egyiptomban született, de a katari válogatottban játszott. Részt vett a 2015-ös  Ázsia-kupán.

## Sikerei, díjai
Lekhwiya
- Katari koronaherceg kupa: 2013